# Bothrogonia sinica
Bothrogonia sinica är en insektsart som beskrevs av Yang et Li 1980. Bothrogonia sinica ingår i släktet Bothrogonia och familjen dvärgstritar. Inga underarter finns listade i Catalogue of Life.